# ムンフザヤ・バヤルツォグト
ムンフザヤ・バヤルツォグト（モンゴル語: Баярцогтын Мөнхзаяа、ラテン表記 :Bayartsogtyn Mönkhzayaa、1993年10月10日 - ）は、モンゴル国出身の陸上競技選手。専門は長距離走・マラソン。ドルノド県出身。コーチは夫でもあるドルジバラム・バトバヤル。2015年北京世界陸上、及び2016年リオデジャネイロオリンピックの女子マラソンに出場。
2017年、モンゴル国際草原マラソンで優勝を果たし、招待された富士山マラソンでも優勝。翌2018年の大阪国際女子マラソンにも招待された。